# Jakub Jelonek
Jakub Bogdan Jelonek (ur. 7 lipca 1985 w Częstochowie) – polski lekkoatleta specjalizujący się w chodzie sportowym.

## Kariera
Startuje w chodzie na 20 kilometrów. W roku 2006 zajął odległe miejsce w pucharze świata, a w kolejnym sezonie uplasował się na 31. lokacie podczas pucharze Europy oraz był ósmy na czempionacie Starego Kontynentu młodzieżowców. Reprezentował Polskę w czasie igrzysk olimpijskich w Pekinie zajmując 46. miejsce. W roku 2009 był szesnasty na uniwersjadzie oraz trzydziesty siódmy na mistrzostwach globu. Duży sukces odniósł w roku 2010, kiedy to zajął siódme miejsce podczas mistrzostw Europy w Barcelonie. Srebrny medalista pucharu Europy w chodzie sportowym z 2011 roku.
Stawał na podium mistrzostw Polski seniorów w chodzie na 20 kilometrów (Warszawa 2011 – brąz, Kraków 2015 – srebro oraz Bydgoszcz 2016 – srebro). Został mistrzem Polski chodzie na 50 kilometrów (Wiedeń 2018) i dwukrotnym brązowym medalistą na tym dystansie (Dudince 2019 i Dudince 2020) oraz mistrzem Polski w chodzie na 35 kilometrów (Dudince 2023), a także zdobył dwukrotnie wicemistrzostwo Polski w chodzie na 10 000 m (Białystok 2017 i Suwałki 2022) i raz brązowy medal (Włocławek 2020). Medalista halowych mistrzostw Polski seniorów; ma w dorobku cztery medale w chodzie na 5000 metrów: srebrny (Spała 2009) i trzy brązowe (Spała 2008, Toruń 2021 i Toruń 2023). Stawał na podium juniorskich mistrzostw Polski.

## Rekordy życiowe
- chód na 5000 m (stadion) – 19:28,86 (27 maja 2011, Katowice) – 14. wynik w historii polskiej lekkoatletyki[1]
- chód na 5000 m (hala) – 19:44,80 (26 lutego 2012, Spała)
- chód na 10 kilometrów – 39:49 (16 września 2012, Woronowo) – 10. wynik w historii polskiej lekkoatletyki[1]
- chód na 20 kilometrów – 1:21:05 (21 kwietnia 2012, Zaniemyśl) – 14. wynik w historii polskiej lekkoatletyki[1]
- chód na 35 kilometrów – 2:34:21 (21 maja 2023, Podiebrady) – 5. wynik w historii polskiej lekkoatletyki[1]
- chód na 50 kilometrów – 3:56:33 (23 marca 2019, Dudince)

## Osiągnięcia
| Rok  | Impreza                                | Miejsce              | Pozycja     | Wynik   |
| ---- | -------------------------------------- | -------------------- | ----------- | ------- |
| 2006 | Puchar świata w chodzie sportowym      | A Coruña             | 83. miejsce | 1:36:27 |
| 2007 | Puchar Europy w chodzie sportowym      | Royal Leamington Spa | 31. miejsce | 1:25:52 |
| 2007 | Młodzieżowe mistrzostwa Europy         | Debreczyn            | 8. miejsce  | 1:28:06 |
| 2008 | Puchar świata w chodzie sportowym      | Czeboksary           | 40. miejsce | 1:24:26 |
| 2008 | Igrzyska olimpijskie                   | Pekin                | 46. miejsce | 1:30:37 |
| 2009 | Uniwersjada                            | Belgrad              | 16. miejsce | 1:26:50 |
| 2009 | Mistrzostwa świata                     | Berlin               | 37. miejsce | 1:28:59 |
| 2010 | Puchar świata w chodzie sportowym      | Chihuahua            | 27. miejsce | 1:27:35 |
| 2010 | Mistrzostwa Europy                     | Barcelona            | 7. miejsce  | 1:22:24 |
| 2011 | Puchar Europy w chodzie sportowym      | Olhão da Restauração | 2. miejsce  | 1:23:59 |
| 2011 | Uniwersjada                            | Shenzhen             | 9. miejsce  | 1:27:29 |
| 2012 | Puchar świata w chodzie sportowym      | Sarańsk              | 36. miejsce | 1:24:18 |
| 2013 | Puchar Europy w chodzie sportowym      | Dudince              | 20. miejsce | 1:25:25 |
| 2016 | Drużynowe mistrzostwa świata w chodzie | Rzym                 | 53. miejsce | 1:24:44 |
| 2016 | Igrzyska olimpijskie                   | Rio de Janeiro       | 19. miejsce | 1:21:52 |
| 2017 | Puchar Europy w chodzie                | Podiebrady           | 23. miejsce | 1:23:45 |
| 2017 | Mistrzostwa świata                     | Londyn               | 53. miejsce | 1:27:43 |